# Spodnji Razbor
Spodnji Razbor – wieś w Słowenii, w gminie miejskiej Slovenj Gradec. W 2018 roku liczyła 198 mieszkańców. 